# Antarktisplatån
Antarktisplatån (även kallad Polarplatån) är ett stort område i centrala Antarktis, som bland annat täcker Sydpolen. Platån har en genomsnittlig höjd av 3000 meter över havet, och är ungefär 100 mil vid. 
Platån upptäcktes 1903 av Discovery-expeditionen, ledd av Robert Scott. Ernest Shackleton blev 1909 den förste som korsade delar av platån under Nimrodexpeditionen, när han 97 distansminuter från Sydpolen tvingades vända. I december 1911 nådde Amundsen Sydpolen. 1929 observerades och fotograferades platån under den första flygningen till Sydpolen. 
Den höga höjden och den geografiska placeringen gör att temperaturen under vintrarna blir de lägsta i världen. De ogästvänliga miljön gör att knappt något liv finns, ens på mikroskopisk nivå. Fåglar flyger inte över platån om de inte förts dit av stormar. 